# LG 마그나
LG 마그나(LG Magna)는 LG전자가 2015년 6월 28일, 자급제용으로 출시한 보급형 스마트폰이다. MWC 2015에서 스피릿 (볼트), 레온, 조이와 공개되었으며, G4와 디자인이 비슷해서 유럽에서는 G4 C라는 이름으로 출시되었다.

## 운영 체제 / 소프트웨어

### 안드로이드 5.0 롤리팝
LG 마그나는 5.0 롤리팝을 탑재하여 출시했다.

## 특수 기능

### 스마트 키보드
키보드 높이를 자유롭게 지정할 수 있고, 터치 인식 영역을 보정하여 오타를 줄여 주는 기능이다.

### 글랜스 뷰
화면이 꺼져 있는 상태에서 화면에 손가락을 드래그해 내리는 동작만으로 시간, 메시지 수신 여부, 부재중 전화와 같은 주요 정보를 확인할 수 있다.

## 색상
- 티탄
- 화이트
- 골드
- 블루 (LG-H502F, 인도판)

## 변형 기종

### G4 C (LG-H525N)
마그나의 유럽판이지만 G4의 보급형으로 출시되었다.